# Papel grafiado

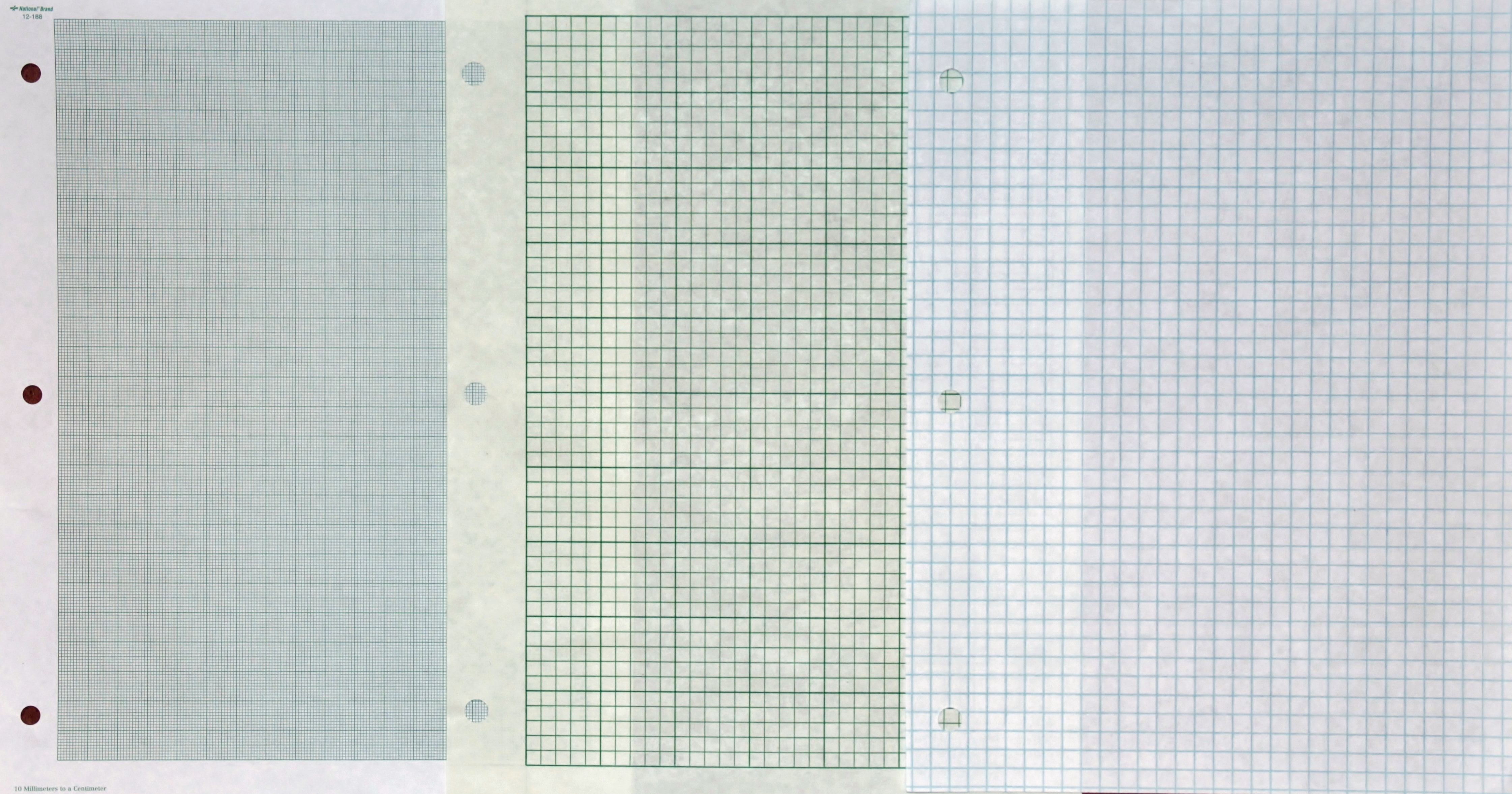
Tres estilos de hojas sueltas de papel cuadriculado: 10 cuadrados por centímetro ("papel milimetrado"), 5 cuadrados por pulgada ("papel de ingeniería"), 4 cuadrados por pulgada ("papel quad")

El papel grafiado, papel de coordenadas, papel cuadriculado o papel para gráficos es un tipo de papel utilizado para dibujar o escribir a mano, que está impreso con líneas finas que forman una retícula regular. Las líneas se utilizan a menudo como guías para trazar las gráficas de funciones o datos experimentales y para dibujar curvas por puntos. Se encuentra comúnmente en entornos educativos de matemáticas e ingeniería y en cuadernos de laboratorio. El papel cuadriculado está disponible como hojas sueltas o en forma de cuaderno.

## Historia
El Museo Metropolitano de Arte de Nueva York posee un libro de patrones que data de alrededor de 1596, en el que cada página lleva una cuadrícula xilografiada (empleando una plancha de madera grabada). La cuadrícula se utilizó para crear imágenes en blanco y negro y en color.
El primer papel de coordenadas publicado comercialmente generalmente se atribuye al Dr. Buxton de Inglaterra, quien patentó el papel impreso con una cuadrícula de coordenadas rectangulares en 1794. Un siglo después, E. H. Moore, un distinguido matemático de la Universidad de Chicago, abogó por el uso de papel con "líneas cuadradas" por parte de estudiantes de escuelas secundarias y universidades. La edición de 1906 de Álgebra para principiantes de H. S. Hall y S. R. Knight indicaba que "el papel cuadriculado debe ser de buena calidad y estar dividido con precisión en pulgadas y décimas de pulgada. La experiencia demuestra que cualquier cosa en un tamaño de escala más pequeño (como el papel 'milimétrico') es prácticamente inútil en manos de los principiantes".
El término "papel cuadriculado" no se popularizó rápidamente entre los hablantes de Estados Unidos. A School Arithmetic (1919) de H. S. Hall y F. H. Stevens tenía un capítulo sobre gráficos con "papel cuadriculado". Geometría analítica (1937) de W. A. Wilson y J. A. Tracey usó la frase "papel de coordenadas". El término "papel cuadriculado" permaneció en el uso británico durante más tiempo; por ejemplo, se ha utilizado en "Public School Arithmetic" (2023) de W. M. Baker y A. A. Bourne publicado en Londres.

## Formatos
- Papel quad, a veces denominado quadrill paper del francés quadrillé, 'cuadrado grande',[5] es una forma común de papel cuadriculado con una cuadrícula poco densa impresa en azul claro o gris y hasta el borde del papel. En los EE. UU. y Canadá, a menudo tiene dos, cuatro o cinco cuadrados de 6 pulgadas para trabajos que no necesitan demasiados detalles. El papel métrico cuadriculado generalmente tiene nueve o diez cuadrados por centímetro.
- Papel de cuadrícula de puntos utiliza puntos en las intersecciones en lugar de líneas de cuadrícula. A menudo se usa para las viñetas de algunos tipos de publicaciones.
- Papel de ingeniería (o un bloc de ingeniería cuando viene en forma de cuaderno),[6] se imprime tradicionalmente en papel translúcido de color verde claro o tostado. Puede tener cuatro, cinco o diez cuadrados por pulgada. Las líneas de la cuadrícula están impresas en el reverso de cada página y se ven tenuemente en el anverso. Cada página tiene un margen sin imprimir. Cuando se fotocopia o escanea, las líneas de la cuadrícula normalmente no aparecen en la copia resultante, lo que a menudo le da al trabajo una apariencia ordenada y despejada. En los EE. UU. y Canadá, algunos profesores de ingeniería requieren que el estudiante completen determinados trabajos en papel de ingeniería.[6][7]
- Papel milimetrado tiene diez cuadrados por centímetro y se usa para dibujo técnico.
- Papel hexagonal muestra hexágonos regulares en lugar de cuadrados. Estos se pueden usar para representar diseños geométricos de teselados entre otros usos.
- Papel cuadriculado isométrico o Papel cuadriculado 3D es un papel con una retícula triangular que utiliza una serie de tres guías que forman una cuadrícula de 60° de pequeños triángulos. Los triángulos están dispuestos en grupos de seis para formar hexágonos. El nombre sugiere su uso dibujos en proyección isométrica o vistas pseudo-tridimensionales. Entre otras funciones, se pueden utilizar en el diseño de puntos triangulares de determinados patrones de bordado. También se puede utilizar para dibujar ángulos con precisión.
- Papel logarítmico tiene rectángulos dibujados en diferentes anchos correspondientes a escalas logarítmicas, empleado en la confección de gráficas logarítmicas o semilogarítmicas.
- Papel probabilístico normal es otro papel cuadriculado con rectángulos de anchos variables. Está diseñado para que "el gráfico de la función de distribución normal se represente en él como una línea recta", es decir, puede usarse para rectificar un gráfico de probabilidad normal.[8]
- Papel de coordenadas polares tiene círculos concéntricos divididos en pequeños arcos o 'cuñas circulares' para permitir el trazado en coordenadas polares.
- Papel cuadriculado ternario (triangular), contiene un triángulo equilátero, dividido en triángulos equiláteros más pequeños con generalmente 10 o más divisiones por borde. Se utiliza para trazar porcentajes de composición en sistemas que tienen tres constituyentes o tres dimensiones (véase diagrama ternario).

En general, los gráficos que muestran cuadrículas a veces se denominan gráficos cartesianos porque el cuadrado se puede usar para representar medidas en un sistema de coordenadas cartesianas (ejes x e y). También está disponible sin líneas pero con puntos en las posiciones donde las líneas se cruzarían.

## Ejemplos

Papel cuadriculado regular
Papel doblemente logarítmico
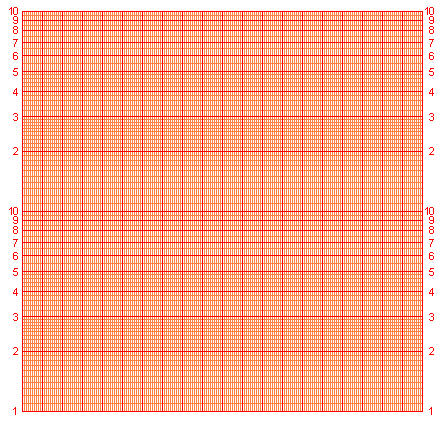
Papel semilogarítmico
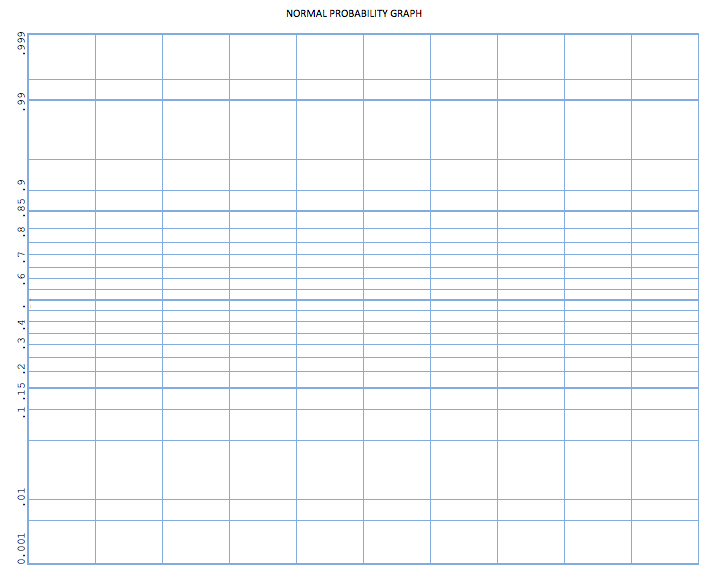
Papel probabilístico normal

Papel de gráficos isométricos
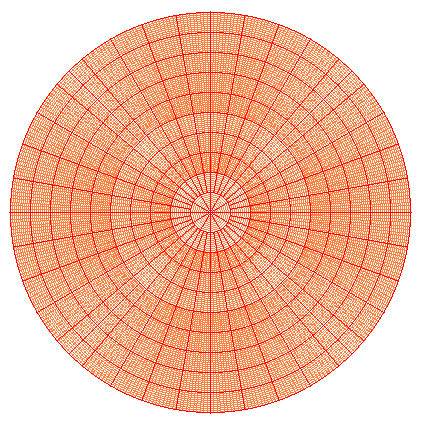
Papel de coordenadas polares
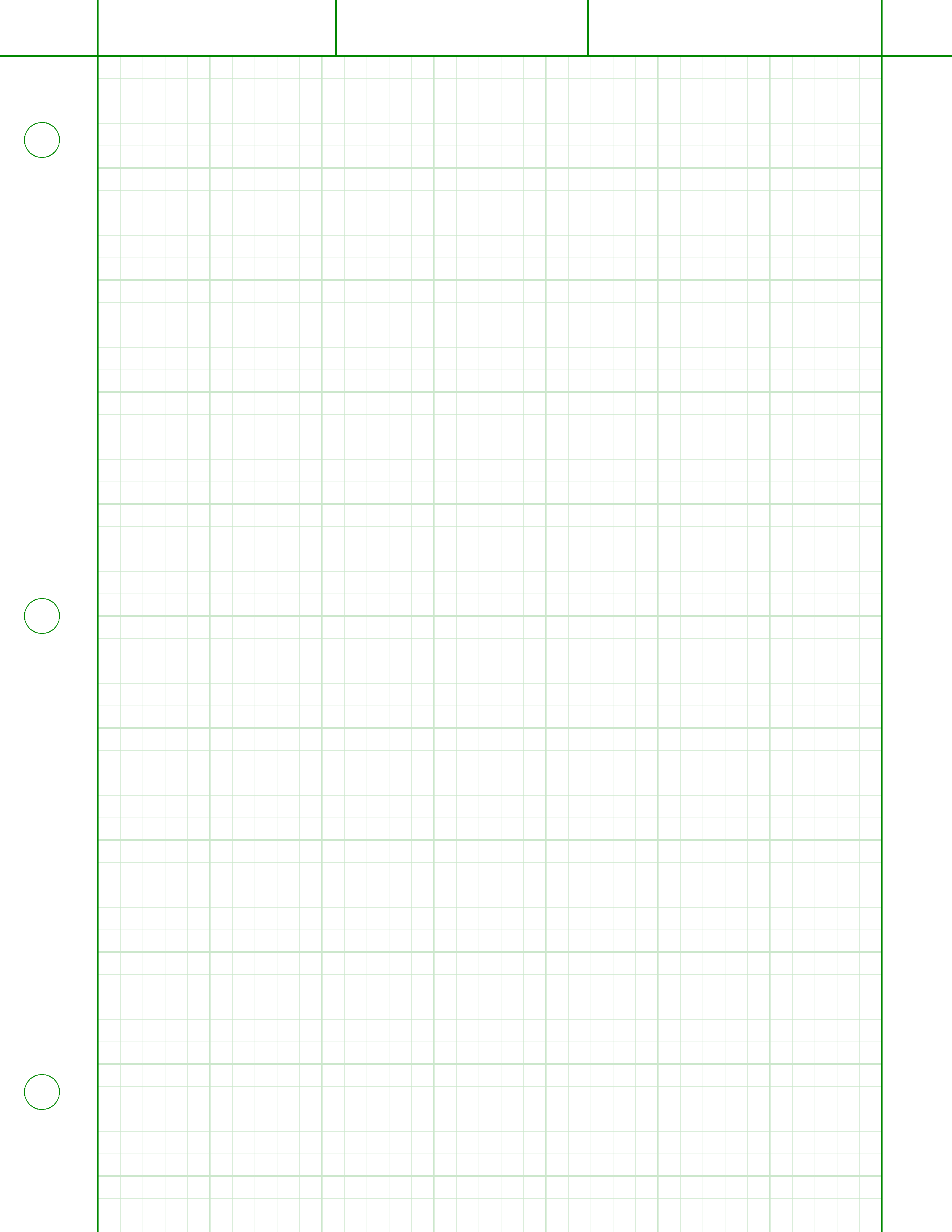
Papel de ingeniería
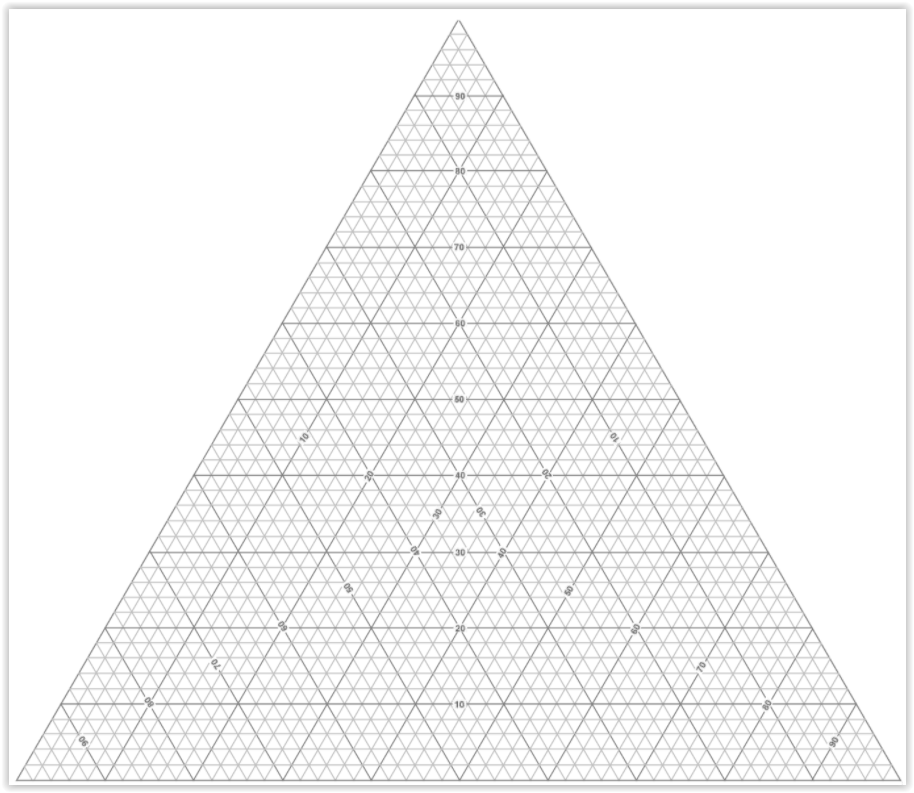
Papel gráfico ternario

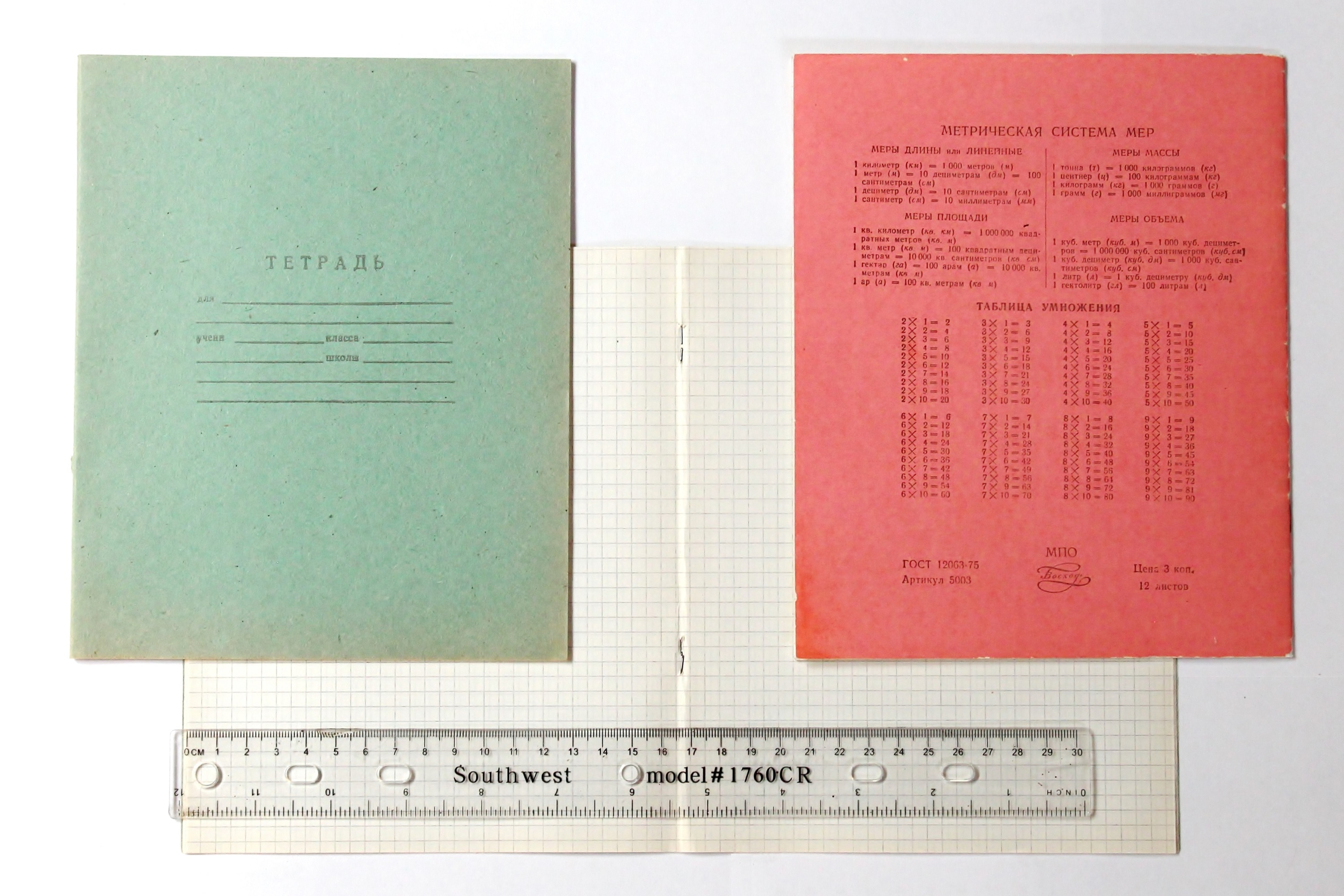
Cuadernos de ejercicios escolares usados en Rusia (12 y 18 hojas)
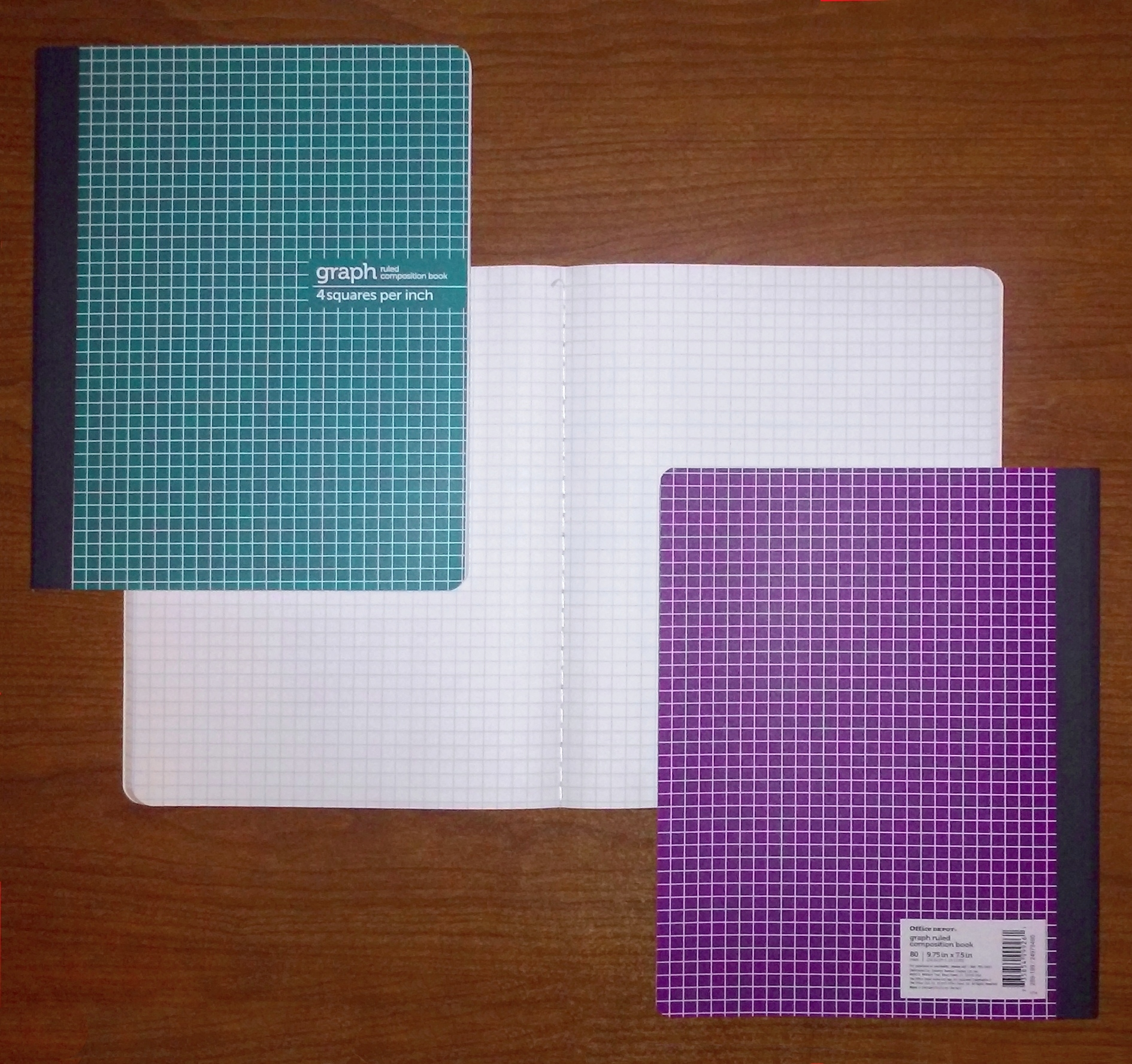
Cuadernos de ejercicios escolar usados en Estados Unidos (80 hojas)
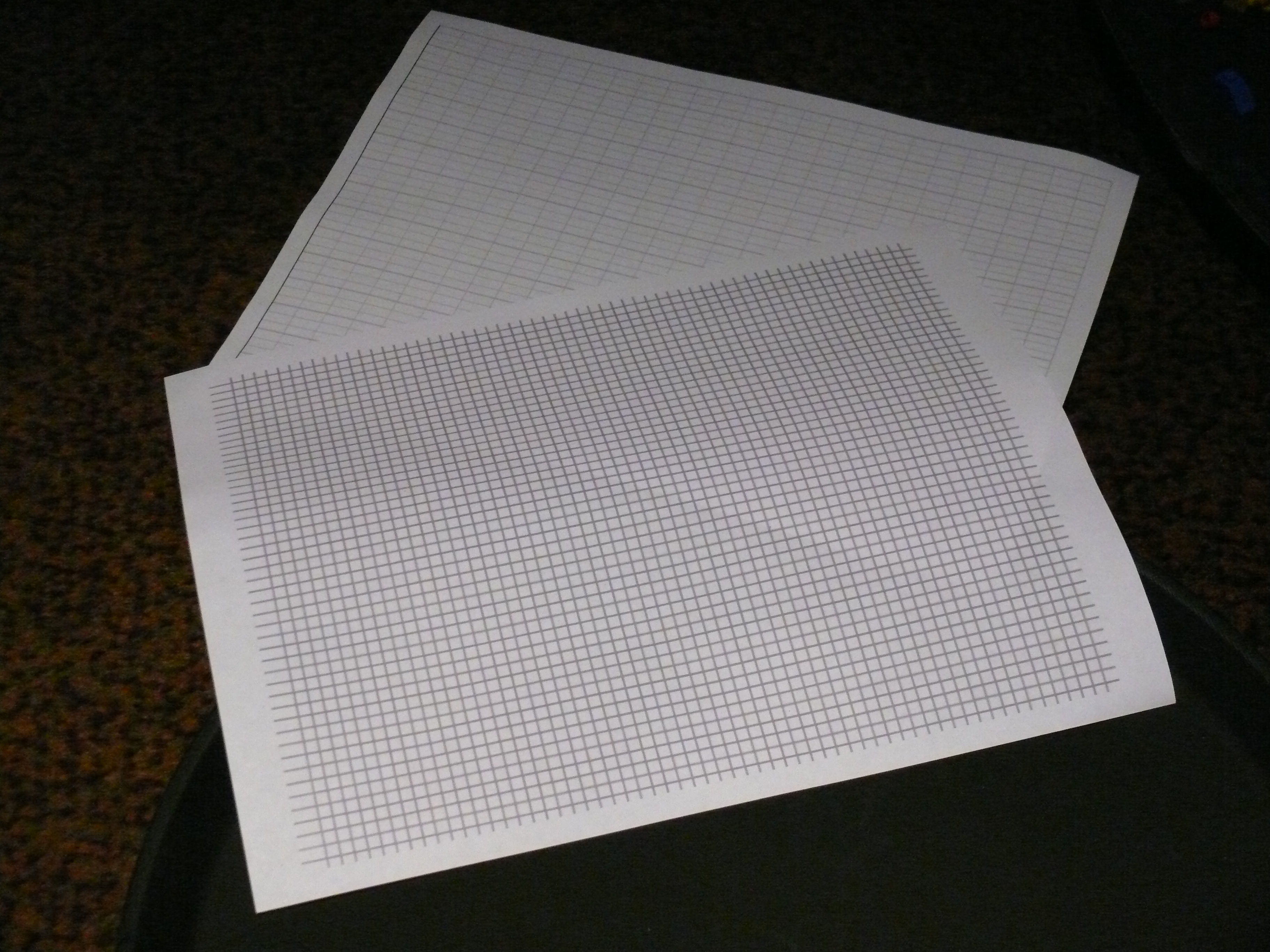
Dos estilos de papel de gráficos en hojas sueltas